# Манухівка
Ману́хівка — село в Україні, у Новослобідській сільській громаді Конотопського району Сумської області. Населення становить 420 осіб. До 2020 орган місцевого самоврядування — Манухівська сільська рада.

## Географія
Село Манухівка знаходиться на правому березі річки Сейм, вище за течією на відстані 2,5 км розташоване село Бояро-Лежачі, нижче за течією на відстані 2 км розташоване село Іванівка, на протилежному березі — села Нові Вирки і Старі Вирки. Річка в цьому місці звивиста, утворює лимани, стариці і заболочені озера.

## Історія
Село Манухівка вперше згадується в історичних джерелах в 1718 році.
За даними на 1862 рік у казеному та власницькому селі Путивльського повіту Курської губернії мешкало 453 особи (231 чоловіків та 222 жінки), налічувалось 40 дворових господарств, існувала православна церква.
Станом на 1880 рік у колишньому державному та власницькому селі, центрі Волинцівської волості, мешкала 401 особа, налічувалось 54 дворових господарства, існувала православна церква.
До перевороту в селі була економія відомих в Російській імперії українських цукрозаводчиків і меценатів Терещенків, якою керував Микола Миколайович Зайцев. Якщо подивитися архів Путивльського повіту Курської губернії, село носило назву Покровське (на честь Покровської Божої матері, і однойменного храму в селі), але потім з невідомих причин було перейменовано в село Манухівка.
Після встановлення Радянської влади село переживало не найкращі часи. Примусова колективізація призвела до втрати власності заможних селян. Голодомор 33-34 років не сильно зачепив село своїм чорним крилом. Більшість селян завчасно поховали запаси так, щоб комісари не знайшли та таким чином змогли прогодувати себе і своїх дітей.
Під час Другої світової війни майже всі чоловіки були змушені захищати рідну землю в лавах червоної армії. Більшість з них загинули смертю хоробрих на різних фронтах, захищаючи Світ від фашистів. Хлопці молодого віку насильно відправлялися до Німеччини на каторжні роботи. Ті ж, кому вдалося врятуватися, вступили до партизанського загону С. А. Ковпака, що завдавали втрат німцям поруч міста Путивль. В основному село окуповували солдати армії Угорщини, але були і німці.
По закінченню війни село почало відбудовуватися. З каменю, що залишився після розгрому церкви побудували школу на 100 учнів.
В селі стоїть пам'ятник воїнам захисникам, який встановили в 70-х роках.
На жаль, колективне господарство було розформовано, але воно невдовзі стало фермерським господарством під керівництвом Андрія Бровкіна, який дає роботу людям в селі.
12 червня 2020 року, відповідно до розпорядження Кабінету Міністрів України № 723-р «Про визначення адміністративних центрів та затвердження територій територіальних громад Сумської області», село увійшло до складу Новослобідської сільської громади.
19 липня 2020 року, в результаті адміністративно-територіальної реформи та ліквідації Путивльського району, увійшло до складу новоутвореного Конотопського району.

#### Російське вторгнення в Україну (з 2022)
16 липня 2022 року ближче до обіду із реактивних систем залпового вогню військові ЗС РФ обстріляли село Манухівку. Всього зафіксовано 27 пострілів. За інформацією голови Сумської ОВА Дмитра Живицького, були пошкоджені цивільні господарства, будівлі, лінії електропередач. За даними фактами у поліції відкрито кримінальні провадження за ст. 110 "Посягання на територіальну цілісність і недоторканність України" та ст. 438 "Порушення законів та звичаїв війни" Кримінального кодексу України.
3 серпня 2024 року російські війська знову обстріляли село. Зафіксовано  2 вибухи, ймовірно ФПВ-дрон. В результаті обстрілу пошкоджено об’єкт критичної інфраструктури та будівлю пошти.    
14 серпня 2024 року село зазнало чергової атаки агресора. Оперативне командування "Північ"  зафіксувало 3 вибухи, ймовірно КАБ; 7 вибухів, ймовірно ствольна артилерія 152 мм.  На відстані 8,2 км від кордону з рф по руслу річки поблизу населеного пункту вперше виявлено забруднення води в р. Сейм. Зафіксовано масовий мор риби вниз по течії річки від кордону. Конотопським районним відділом поліції Головного управління Національної поліції в Сумській області відкрите кримінальне провадження. Під наглядом Конотопської окружної прокуратури тривають слідчі дії, всі факти забруднення поверхневих вод р. Сейм на території Конотопського району документуються, проводяться відповідні дослідження та підраховуються збитки.  
26 серпня 2024 року російські загарбники продовжували обстрілювати прикордонні території Сумської області. Зокрема в селі було зафіксовано 3 обстріли: 5 вибухів, ймовірно КАБ. В результаті обстрілу пошкоджено 3 приватних будинки та знищено складське приміщення.    

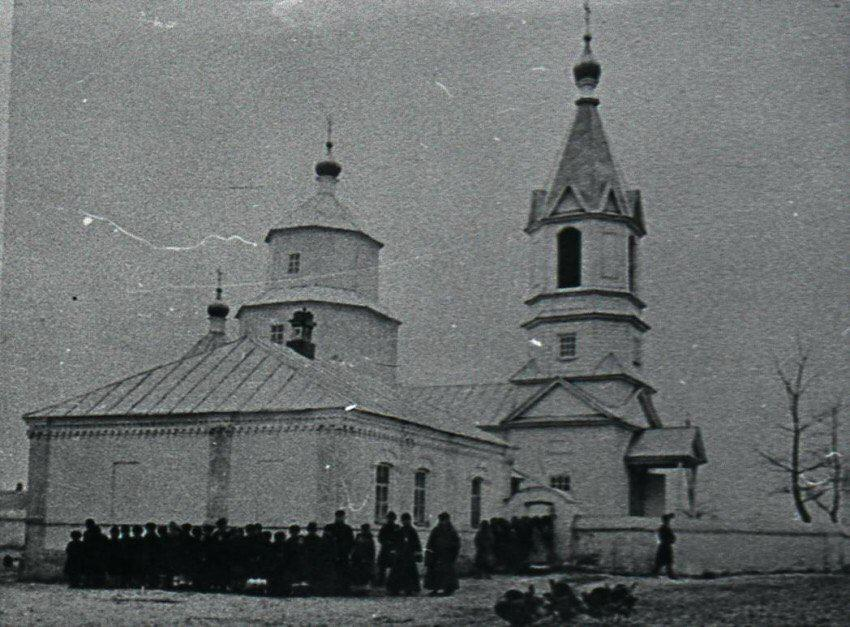
Фото кам'яної православної церкви села Манухівка. Розібрана в 20-х роках ХХ ст.
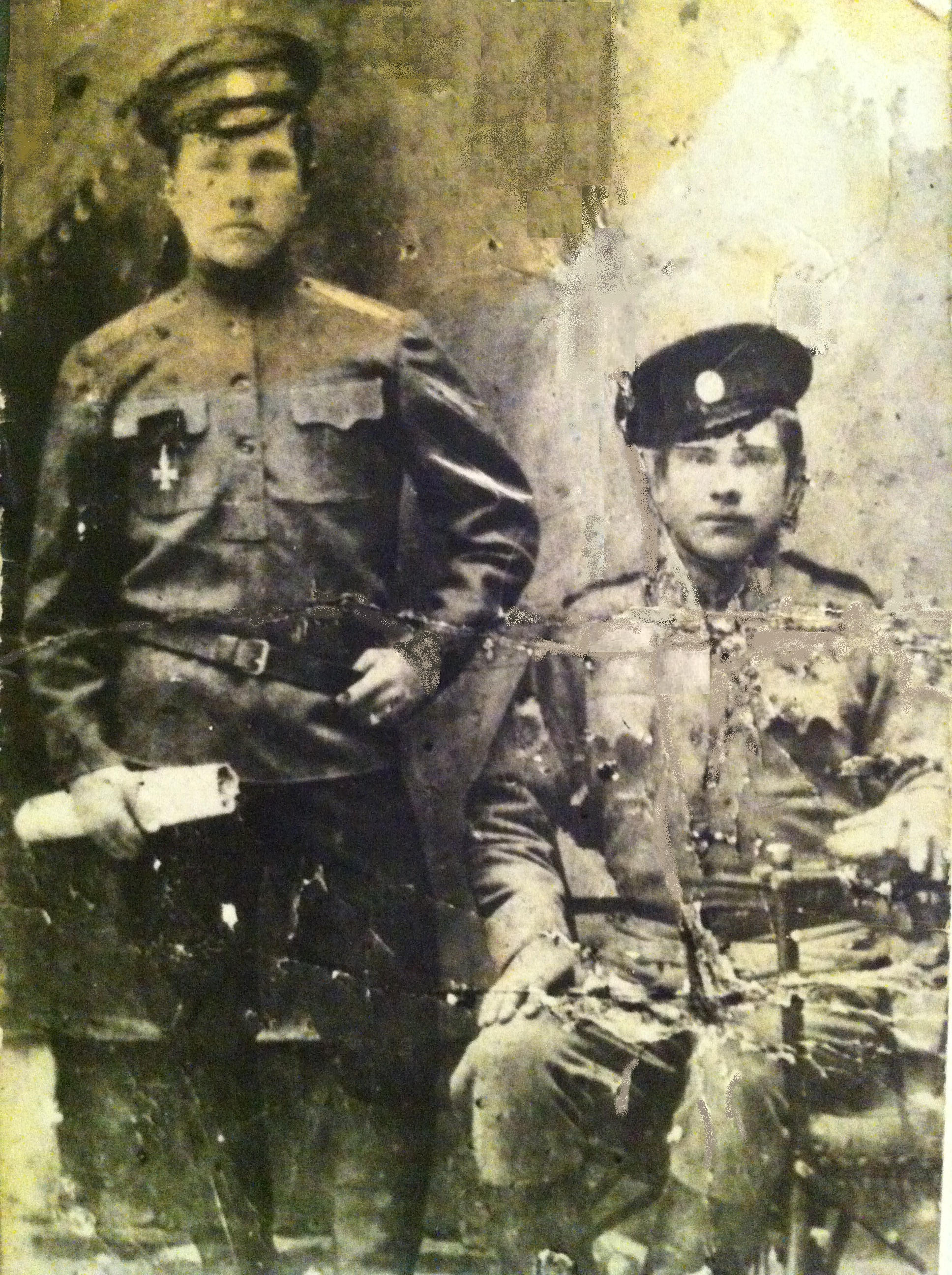
Лазарченко М. Т. (зліва) житель села Манухівка на фронтах Першої світової війни
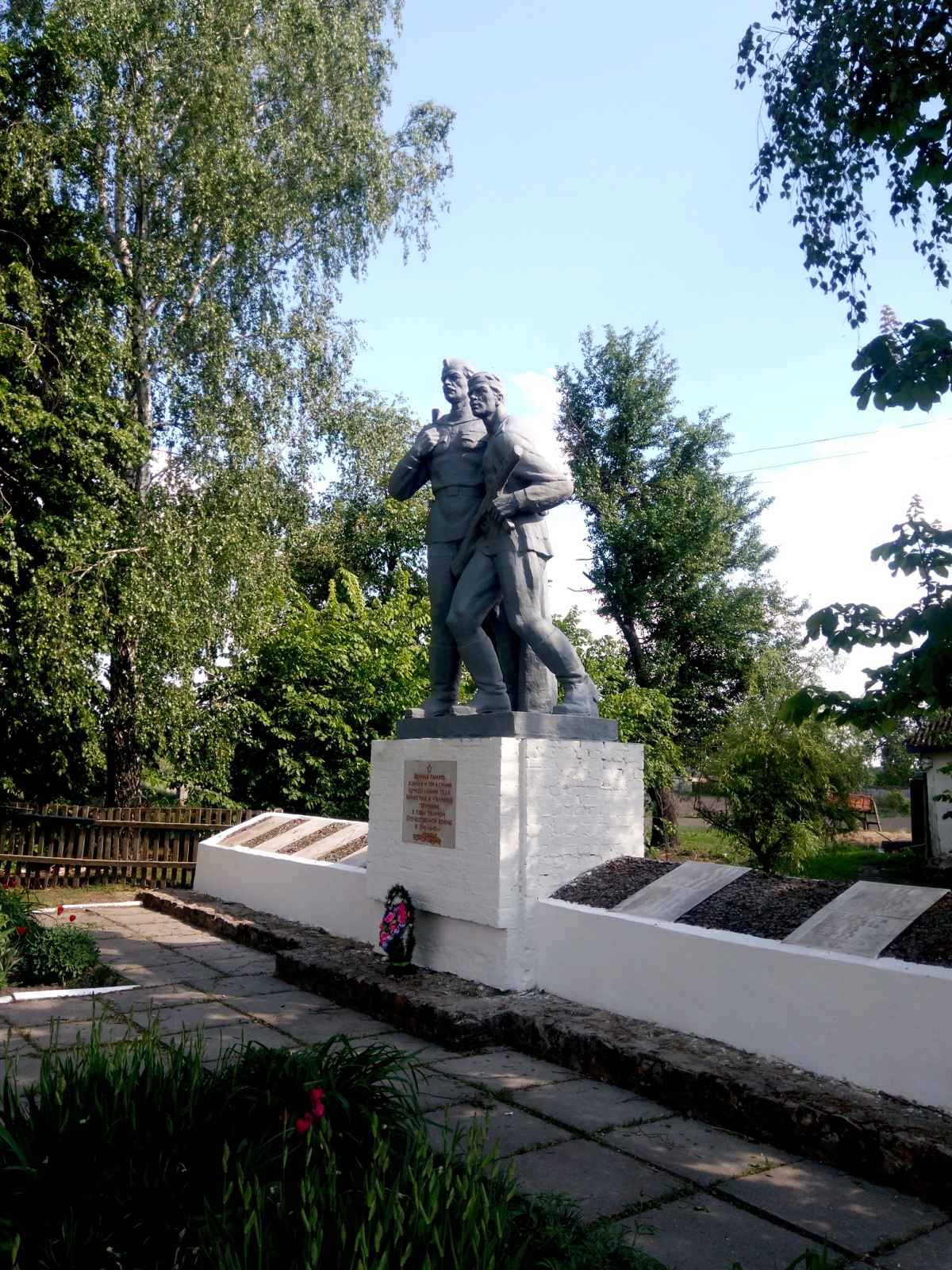
Могила радянського воїна (1955)

## Природа
У заплаві річки Сейм (річка) поблизу села стрічається рідкісний червонокнижний вид — хохуля руська (Desmana moschata L.), який потрапив сюди після 1970 року, коли його було штучно акліматизовано на території суміжної з Україною Брянської області Росії. Причиною завезення хохулі на місцевість річки Сейм є той факт, що у XIX—XX ст. хохуля була бажаною здобиччю для мисливців. Цінним було хутро і в свою чергу це призвело майже до її винищення в природі. Місцевість славиться незабутньою чистотою. Вода річки чиста та прозора, у ній водиться багато риби. На жаль, хохулю зустріти важко.
Місцевість навкруги славилась великою кількістю боліт. За час радянської влади, були ухвалені рішення з осушення місцевості, та перетворення її на поля. Це завдало великого удару по екології краю, оскільки загинула велика кількість перелітних птахів, які прилітали гніздитися.
У 1970-х роках у ліс поряд із селом завозили лосів на зимівлю. У природу випустити їх не наважились через загрозу винищення браконьєрами. У лісах можуть зустрічатися свиня дика, вовк, лисиця, заєць, а також сарна європейська.

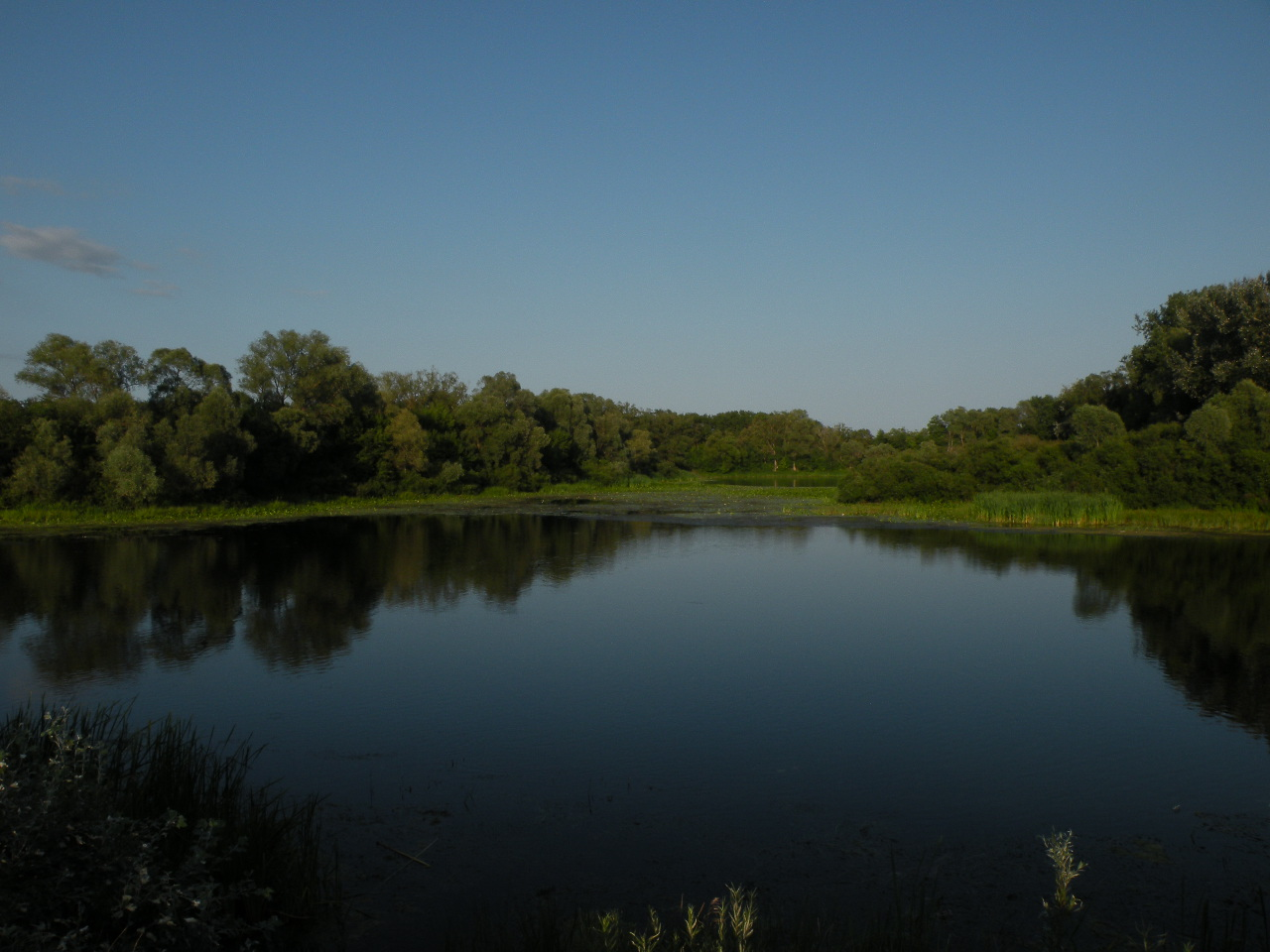
Природа ріки Сейм
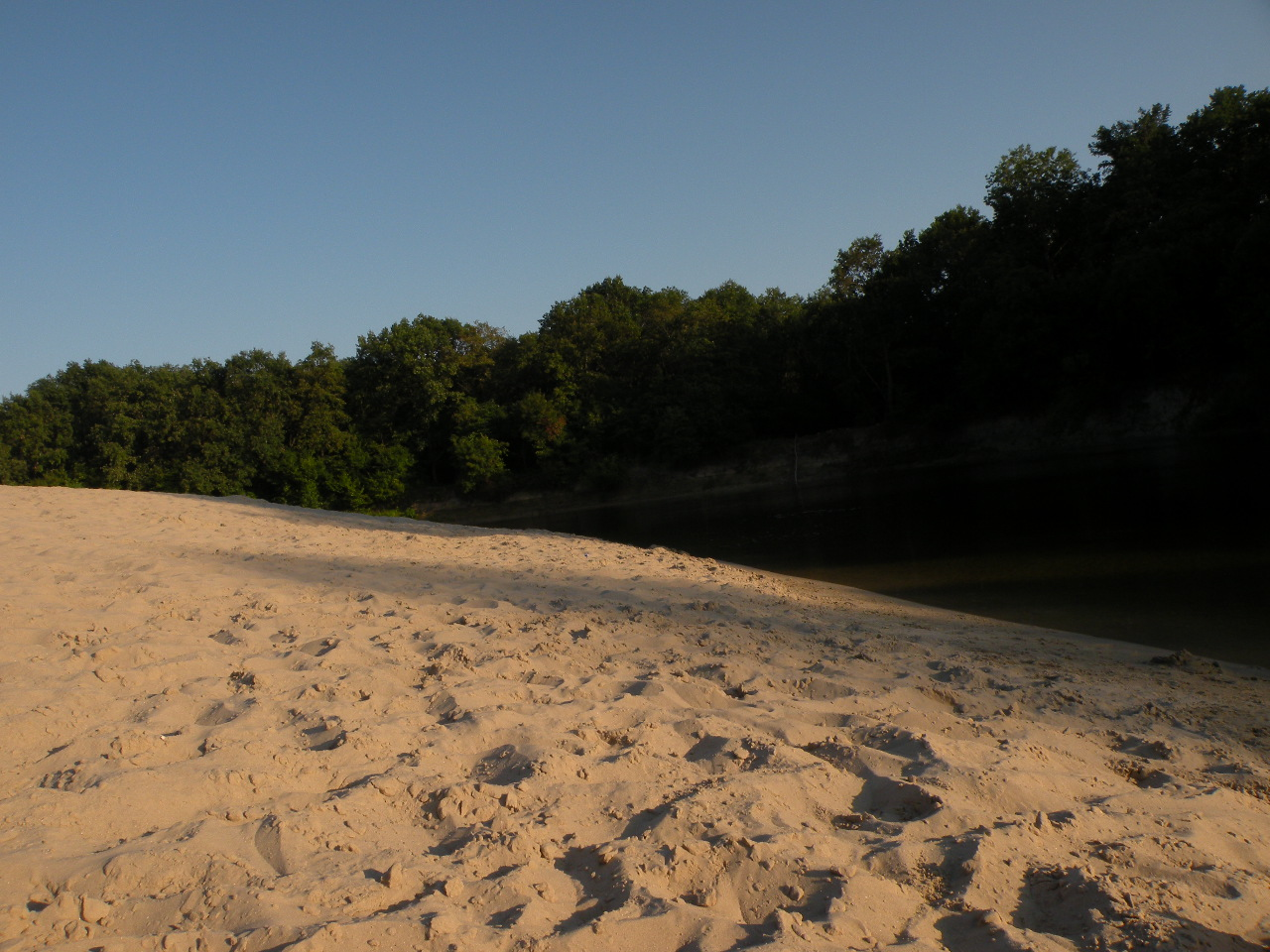
Пляж села Манухівка на річці Сейм

## Населення
Згідно з переписом УРСР 1989 року чисельність наявного населення села становила 519 осіб, з яких 222 чоловіки та 297 жінок.
За переписом населення України 2001 року в селі мешкало 420 осіб.

### Мова
Розподіл населення за рідною мовою за даними перепису 2001 року:
| Мова       | Відсоток |
| ---------- | -------- |
| українська | 51,67 %  |
| російська  | 48,33 %  |